# Hersilia albicomis
Hersilia albicomis är en spindelart som beskrevs av Simon 1887. Hersilia albicomis ingår i släktet Hersilia och familjen Hersiliidae. Inga underarter finns listade i Catalogue of Life.